# Gnosjö kommunala realskola
Gnosjö kommunala realskola var en kommunal realskola i Gnosjö verksamt från 1958 till 1972.

## Historia
Skolan bildades 1958
Realexamen gavs från 1962 till 1972.
Skolbyggnaden togs över av Bäckaskolan.